# آنری کروس
آنری کروس (فرانسوی: Henry Krauss‎؛ ۲۶ آوریل ۱۸۶۶ – ۱۵ دسامبر ۱۹۳۵) هنرپیشه و کارگردان اهل فرانسه بود.
از فیلم‌هایی که وی در آن نقش داشته است می‌توان به بی‌نوایان، ناپلئون و گوژپشت نتردام اشاره کرد.